# Joakim Lennartsson
Joakim Lennartsson, född 13 augusti 1970, är en svensk armborstskytt och tävlar för Gävle BK i medeltidsklassen.

## Meriter
- VM-guld i 3D 2007 i lag (tillsammans med L. Andersson och S-G. Wallner
- VM-brons i 3D 2007
- SM-guld 2010 (inomhus)
- SM-guld 2010 (inomhus) i lag (tillsammans med S-G Wallner och C. Nilsson
- SM-guld 2009 (inomhus)
- SM-guld 2009 (3D)
- SM-guld 2009 (inomhus) i lag (tillsammans med T. Hilding och S-G. Wallner
- SM-guld 2009 (3D) i lag (tillsammans med T. Hilding och S-G. Wallner
- SM-guld i 3D 2007 i lag (tillsammans med L. Andersson och S-G. Wallner
- SM-silver utomhus 2007
- SM-brons i 3D 2007 (individuellt) och utomhus 2006
- Lennartsson är rankad som nr 2 i Sverige av armborst.se.

## Satta Svenska rekord
- 30p med 5st x-femmor med 6 pilar på 20m på en på femringad 80 cm tavla (2006-08-11)
- 280p med 30 pilar på 18m på en tioringad 40 cm tavla (2010-03-13)
- 267p med 30 pilar på 18m på en tioringad 40 cm tavla (2009-04-04) Slaget av J. Lennartsson själv.
- 557p med 60 pilar på 18m på en tioringad 40 cm tavla (2009-03-13)
- 523p med 60 pilar på 18m på en tioringad 40 cm tavla (2009-04-04) Slaget av J. Lennartsson själv.

## Satta Världsrekord
- 267p med 30 pilar på 18m på en tioringad 40 cm tavla (2009-04-04)
- 523p med 60 pilar på 18m på en tioringad 40 cm tavla (2009-04-04)